# 436 a.C.

## Eventos
- 86a olimpíada; Teopompo da Tessália vence o estádio.[1]
- Lúcio Papírio Crasso e Marco Cornélio Maluginense (cônsul em 436 a.C.), cônsules romanos.

## Nascimentos
- Artaxerxes II, xá aquemênida, m. 358 a.C..
- Isócrates, filósofo sofista